# Дел Шеннон
Дел Шеннон (англ. Del Shannon; настоящее имя — Чарльз Уидон Вестовер (англ. Charles Weedon Westover); 30 декабря 1934 — 8 февраля 1990) — американский певец и музыкант.
Сотрудничал с такими музыкантами как: Джефф Линн, Том Петти. Самым известным хитом стала песня «Runaway», благодаря ей он оказался на вершине хит-парадов. Псевдоним состоит из фамилии Шэннон, её он позаимствовал у рестлера Боба Уайта (Bob White) из их клуба, мечтавшего о псевдониме Марк Шеннон, но так и не воспользовавшегося им, а имя у модели Кадиллака «Cadillac Coupe de Ville».

## Биография
Дел Шеннон (настоящее имя Чарльз Уидон Вестовер) родился в городе Гранд-Рапидс (Grand Rapids) штата Мичиган. Свою молодость провёл в Куперсвилле, маленьком городке неподалёку от Гранд-Рапидс. Там он учился игре на укулеле и гитаре. В это же время увлекся музыкой в стиле кантри. Среди любимых исполнителей кантри были Хэнк Уильямс, Хэнк Сноу и Лефти Фризелл. В 1954 году Чарльз был призван на службу в армию и отправлен для её прохождения в Германию. В течение этого времени он был гитаристом группы The Cool Flames.
По окончании службы он вернулся в Батл-Крик, штат Мичиган, где работал на мебельной фабрике в качестве водителя грузовика и торговца коврами. В это же время он подрабатывал ритм-гитаристом и вокалистом в группе Дуга ДеМотта (англ. Doug DeMott), выступавшей в клубе Хай-Лоу (англ. The Hi-Lo Club). Когда же в 1958 году ДеМотт был уволен, Вестовер стал лидером группы. Он взял себе псевдоним Чарли Джонсон (англ. Charlie Johnson), а группу переименовал в The Big Little Show Band (с англ. — «Большой оркестр маленьких представлений»).
В начале 1959 года Вестовер принимает в группу клавишника Макса Крука, который играл на изобретённом им самим инструменте — музитроне (англ. musitron), модифицированном синтезаторе. Крук сделал записи песен и убедил Олли Маклафлина (англ. Ollie McLaughlin), диск-жокея из Энн-Арбора, прослушать их. В свою очередь Маклафлин передал демозаписи группы Гарри Балку (англ. Harry Balk) и Ирвингу Миканику (англ. Irving Micahnik) из Talent Artists в Детройте. В июле 1960-го Вестовер и Крук подписали контракт с лейблом Big Top. Балк посоветовал Вестоверу взять другой псевдоним, тогда и появился «Дел Шеннон» — комбинация из фамилии друга и названия марки любимого автомобиля Вестовера — Cadillac Coupe de Ville.
Первые выступления в Нью-Йорке не принесли особых результатов, и Маклафлин убедил Шеннона и Крука переписать одну из их ранних песен, в оригинале называвшуюся «Little Runaway», используя музитрон как ведущий инструмент. 21 января 1961 года они записали песню «Runaway», которая в феврале того же года была выпущена синглом. А в апреле она заняла первое место в чартах. В 60-х ездил с гастролями по Великобритании.
8 февраля 1990 года покончил жизнь самоубийством, выстрелив в себя из охотничьего ружья. Это было последствием депрессии, вызванной алкозависимостью.

## Дискография
- «Runaway with Del Shannon / Hats Off to Del Shannon» — 1961/1963
- «Little Town Flirt / Handy Man» — 1963/1965
- «Del Shannon Sings Hank Williams / 1661 Seconds with Del Shannon» — 1965/1965
- «This Is My Bag/Total Commitment» — 1966/1966
- «Further Adventures of Charles Westover» — 1968
- «Live in England/ And the Music Plays On» — 1972/1978
- «Drop Down and Get Me» — 1981
- «Rock On[англ.]» — 1990

## Самые популярные синглы
| 3/61  | «Runaway»                               | 1  | 1  |
| 6/61  | «Hats Off to Larry»                     | 5  | 6  |
| 9/61  | «So Long Baby»                          | 28 | 10 |
| 11/61 | «Hey! Little Girl»                      | 38 | 2  |
| 6/62  | «Cry Myself to Sleep»                   | 99 | 29 |
| 9/62  | «The Swiss Maid»                        | 64 | 2  |
| 12/62 | «Little Town Flirt»                     | 12 | 4  |
| 4/63  | «Two Kinds of Teardrops»                | 50 | 5  |
| 6/63  | «From Me to You»                        | 77 | -  |
| 8/63  | «Two Silhouettes»                       | -  | 23 |
| 11/63 | «Sue’s Gotta Be Mine»                   | 71 | 21 |
| 3/64  | «Mary Jane»                             | -  | 35 |
| 7/64  | «Handy Man»                             | 22 | 36 |
| 9/64  | «Do You Want To Dance»                  | 43 | -  |
| 11/64 | «Keep Searchin' (We’ll Follow the Sun)» | 9  | 3  |
| 2/65  | «Stranger in Town»                      | 30 | 40 |
| 5/65  | «Break Up»                              | 95 | -  |
| 5/66  | «The Big Hurt»                          | 94 | -  |
| 12/81 | «Sea of Love»                           | 33 | -  |